# Кодриды
Кодри́ды — один из наиболее известных афинских родов, потомков легендарного царя Кодра. Корнями рода уходит в пелопонесский Пилос, откуда начал свою историю, когда царская власть была у Меланфа Нелеида, выходца из города Пилос, и его сына Кодра, бывшему по традиции, последним афинским царём. 
В афинской политической борьбе большинство Кодридов были сторонниками аристократической партии. Кодридами были Солон и Платон. Последним из известных Кодридов был философ Спевсипп.

### Легенда о самопожертвовании
Кодр (мифология)

## Известные Кодриды
- Солон
- Платон
- Спевсипп